# Grenat
Pour les articles homonymes, voir Grenat (homonymie).
 (octobre 2023).
Si vous disposez d'ouvrages ou d'articles de référence ou si vous connaissez des sites web de qualité traitant du thème abordé ici, merci de compléter l'article en donnant les références utiles à sa vérifiabilité et en les liant à la section « Notes et références ».
Les grenats sont une famille de minéraux du groupe des nésosilicates, qui cristallisent dans le système cristallin cubique (ou isométrique). Les grenats de qualité gemme sont des pierres fines.
Employé seul, le terme grenat est quasiment synonyme de pyrope-almandin. La plupart des grenats sont en effet de composition intermédiaire (solution solide) entre ces deux espèces (pôles purs).
Une roche formée presque exclusivement de grenat est appelée une grenatite. Le grenat est également un composant important de certaines roches métamorphiques (éclogites, paragneiss), dans lesquelles il permet de reconstituer l'histoire de leur pression et de leur température.
Par extension, on appelle grenats synthétiques des composés chimiques cristallisés de structure analogue à celle des grenats, obtenus par synthèse.

## Historique

### Étymologie
Les grenats sont connus depuis très longtemps, puisque le philosophe grec Théophraste (v. 372 – v. 287 av. J.-C.) les avait déjà dénommés anthrax (charbon). Puis ils furent décrits par Pline l'Ancien, naturaliste du début de notre ère (23-79 apr. J.-C.) qui dénomma le grenat almandin carbunculus (charbon ardent), en corrélation avec sa couleur la plus répandue.
Le mot « grenat » est quant à lui plus récent puisqu’il date de 1270. Il fut utilisé pour la première fois par le théologien et philosophe allemand Albert le Grand (1193-1280), qui l’aurait ainsi nommé soit à partir du nom latin malum granatum (pomme à grains, grenade), pour sa couleur, soit à partir de granum (grain) pour sa forme .

### Histoire

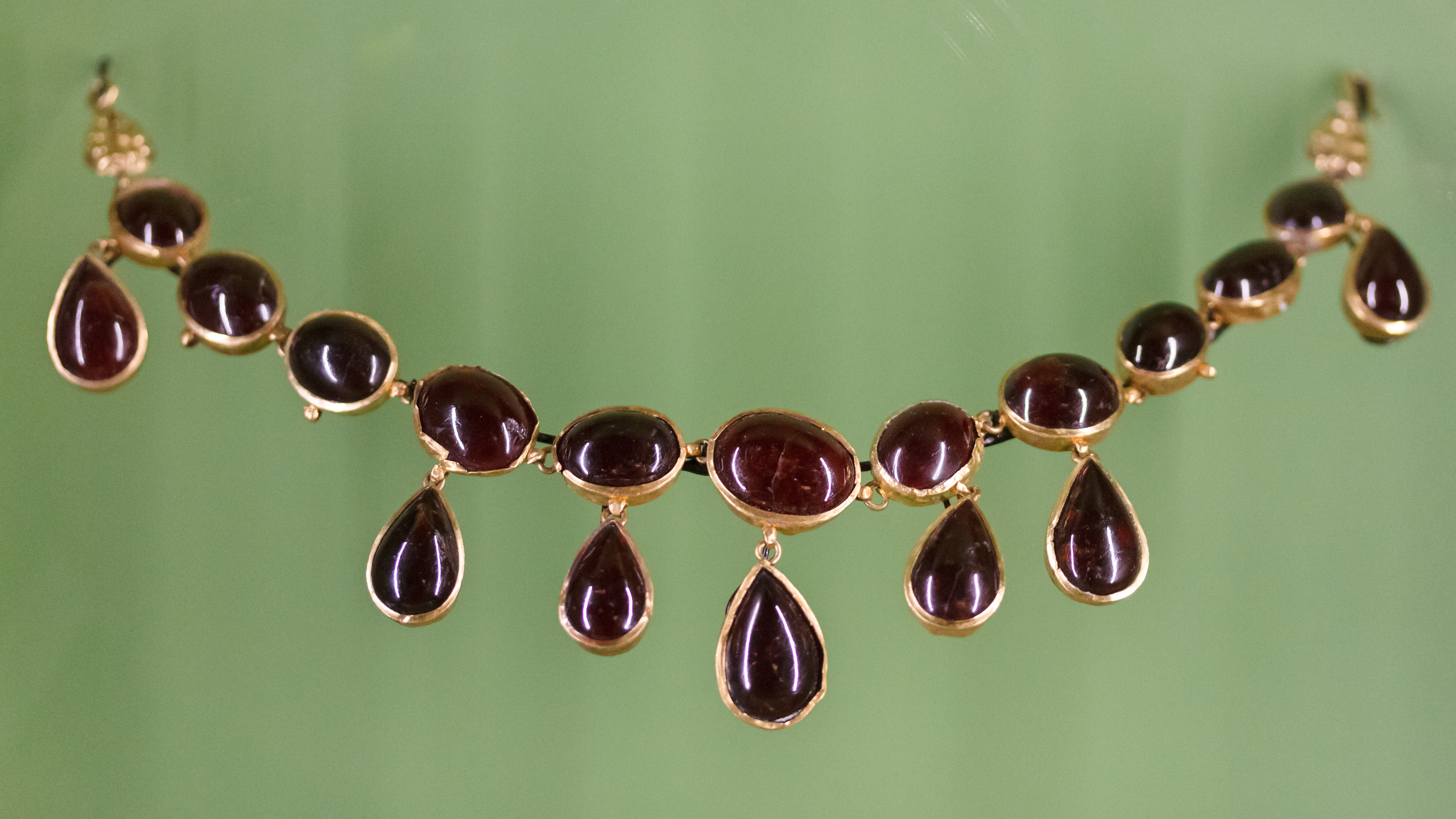
Collier de grenats provenant d'Inde, daté entre -650 et -200 et retrouvé dans le 5ème arrondissement de Lyon. Lugdunum

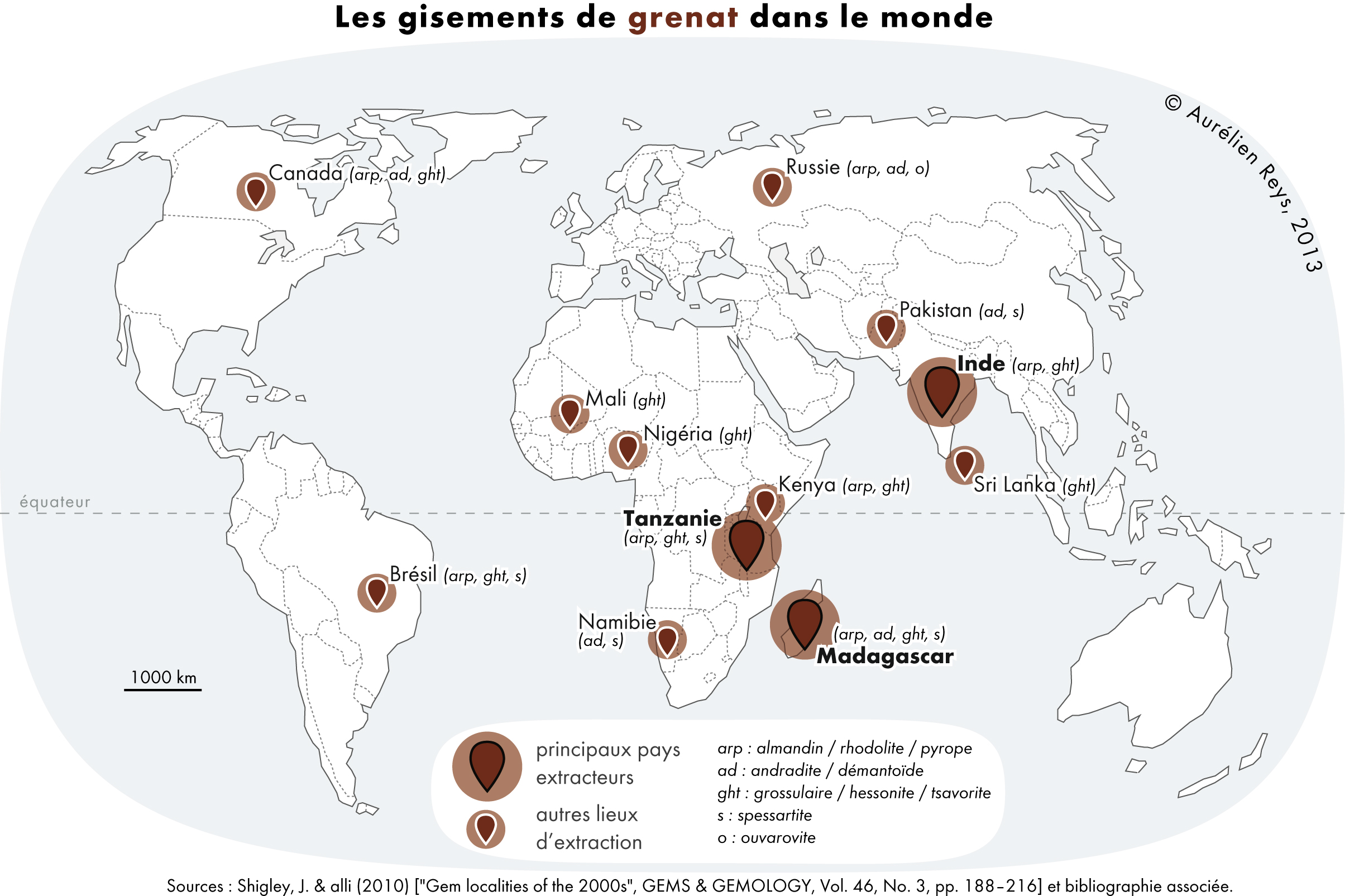
Carte des principaux pays producteurs de grenats dans le monde.

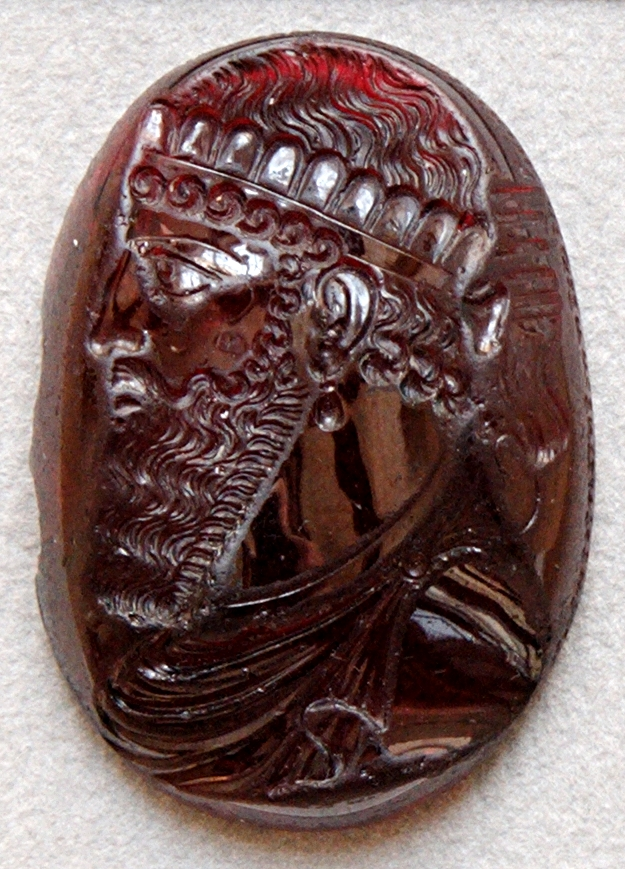
Intaille sassanide en grenat au portrait d'un roi avec l'inscription en pahlavi : « le seigneur mazdéen Sabuhr, roi des rois d'Eran ».

Les grenats sont utilisés en joaillerie depuis des milliers d’années. Dans les temps anciens, ils étaient connus sous le nom d'escarboucle ou de gemme rouge.
Historiquement, l'importance des variétés non gemme du grenat tient au fait que cette pierre, beaucoup moins rare que le saphir ou le rubis, servait à graver les agates, les jaspes, l'ivoire, etc. Sous forme de poudre abrasive, le grenat servait à dégrossir et polir à moindre coût ces mêmes pierres, notamment le quartz, moins dur. Faute de corindon de qualité non précieuse, on utilisait alors du grenat, très commun. C'était donc l'abrasif historique de référence sur le plan de la disponibilité et de la dureté.
Dans les premiers temps, en l'absence de méthode précise d'identification des pierres précieuses, remplacée par des tests empiriques peu rigoureux, certains grenats étaient parfois, au même titre que les spinelles, confondus avec des rubis, notamment la variété des grenats pyropes. Mais la grande différence de dureté entre ces pierres ainsi que le clivage permettait aisément d'éviter les supercheries.
Le grenat a connu un essor particulier lors de la chute de l'Empire romain, et ce auprès des joailliers « barbares » reprenant le style byzantin en y ajoutant leur savoir-faire du cloisonné et autres techniques typiques de ces contrées.
Par exemple, au musée des Antiquités Nationales de Saint-Germain-en-Laye, ou au musée de Cluny, on peut voir des bijoux mérovingiens comportant des grenats, notamment des fibules. Les grenats y sont systématiquement polis, mais grossièrement et jamais facetés, afin de préserver au mieux le volume initial de la pierre brute.
En 1892, les Hunzas ont utilisé des projectiles faits de grenats contre les troupes britanniques au Cachemire, pensant que leur action meurtrière était supérieure aux balles de plomb.

## Propriétés

### Définition - Composition
Les grenats sont formés de trois groupements silicate, associés à des cations métalliques divalents et trivalents, de formule générale X3Y2(SiO4)3, où :
- X est un élément de degré d’oxydation II (2 charges positives : cation X2+), en site en forme de dodécaèdre triangulaire de coordinence 8 : Mg, Ca, FeII, ou MnII ;
- Y est un élément de degré d’oxydation III (3 charges positives : cation Y3+), en site octaédrique de coordinence 6 : FeIII, Al, Cr, Y, terres rares, voire Zr (grenat kimzeyite) ou V (grenat goldmanite) ;
- Si est le silicium (de degré d'oxydation IV : cation Si4+), en site tétraédrique de coordinence 4 ;
- la totalité des sommets des tétraèdres (qui sont aussi les sommets des octaèdres et des dodécaèdres) sont occupés par des anions O2−.

On définit ainsi une famille de minéraux que l’on décompose en fonction de ces éléments. Les Anglo-saxons, depuis Winchell en 1933, préfèrent décomposer la famille des grenats à partir des éléments bivalents, dont l’élément principal est le calcium.
On distingue ainsi deux groupes de grenats :
- les grenats calciques ou ugrandites (Uvarovite GRossulaire ANDradite) ;
- les grenats alumineux, ou pyralspites (PYRope ALmandin SPessartite).

| série | série               | ugrandite   | pyralspite | pyralspite | pyralspite  |
| Y =   | X =                 | Ca2+        | Fe2+       | Mg2+       | Mn2+        |
| Al3+  | grenats alumineux   | grossulaire | almandin   | pyrope     | spessartite |
| Fe3+  | grenats ferrifères  | andradite   | sciagite   | khoarite   | caldérite   |
| Cr3+  | grenats chromifères | uvarovite   | —          | hanléite   | —           |

Le titane intervient jusqu'à 1 % dans l’almandin et 5 % dans les mélanites, des variétés noires d’andradite (on peut même atteindre 20 % de titane).
L’yttrium peut intervenir dans d’autres grenats comme les spessartines qui peuvent contenir jusqu’à 5 % de Y2O3, ou du zinc.

### Structure
Les grenats sont des silicates, et plus précisément des nésosilicates, du grec nesos (île), car ils sont formés de tétraèdres [SiO4] isolés, non reliés entre eux.
Leur structure consiste en un réseau tridimensionnel d'octaèdres et tétraèdres qui partagent des sommets constitués d'atomes d'oxygène. Tous les atomes d'oxygènes sont identiques, chacun étant à la fois le sommet d’un octaèdre et d’un tétraèdre.
Dans l’espace entre ces polyèdres, on trouve des cavités en formes de dodécaèdres triangulaires, dans lesquels se placent les cations bivalents à coordination 8. Ces cavités peuvent être décrites comme des antiprismes tétragonaux, déformés de façon telle que les sommets ne sont plus coplanaires.
La maille est de très grande dimension, puisqu'elle contient pas moins de 96 atomes d'oxygène.
Aucun clivage n’a été observé.
Les grenats sont des minéraux isomorphes, du groupe 4/m32/m du système cubique, avec des formes dérivées :
- en dodécaèdre rhombique (ou rhombododécaèdre), surtout dans les roches métamorphiques ;
- en tétragonotrioctaèdre (ou trapézoèdre), plutôt dans les pegmatites.

### Couleurs
Du fait du grand nombre d'éléments chimiques qui les constituent, les grenats présentent une large palette de couleurs, allant du jaune au rouge en passant par le vert et le noir. Seule la couleur bleue n’est pas représentée.
Bien que la couleur idiochromatique prédominante des grenats (c’est-à-dire correspondant aux éléments principaux du minéral) soit le brun rouge, dû à la présence de fer dans les grenats pyralspites, les grenats ugrandites ou grenats calciques sont généralement peu colorés en propre, et sont donc particulièrement sensibles aux impuretés (colorations allochromatiques).
L’uvarovite, bien qu’elle appartienne au groupe des ugrandites, est un exemple marquant de coloration idiochromatique. Sa couleur vert profond a la même origine que celle de l’émeraude : elle est due à la présence de chrome III en site octaédrique en liaison covalente avec l’oxygène.
Certains éléments chimiques secondaires peuvent se substituer aux cations dans le réseau des grenats, et les colorer de manière allochromatique (relative à des impuretés). Les ions Cr3+, V3+ et Ti3+ ou Ti4+ peuvent conférer à ces grenats un tout nouvel attrait et une nouvelle notoriété.
Ainsi peut-on citer les variétés de grenat tsavorite, de grenat grossulaire coloré en vert par la présence de vanadium, et de grenat démantoïde. La couleur verte spécifique de ce dernier est due à la présence de chrome dans de l’andradite, elle-même appelée mélanite lorsqu’elle est colorée en noir par la présence de titane sous l’effet de la transition électronique Fe3+ - Ti4+ qui colore également les saphirs en bleu. Enfin, n’oublions pas les grenats malais, riches en vanadium, qui réagissent aux UV et émettent alors des couleurs différentes de leurs couleurs d’émission sous lumière blanche.
Certains grenats sont parfois étoilés, et qualifiés d'« étoiles », lorsque de fines inclusions aciculaires et parallèles créent un phénomène optique d'astérisme. Ce processus de réfraction de la lumière selon diverses directions fait apparaître l'image d'une étoile. Celle-ci a fréquemment quatre branches, plus rarement six.

### Autres propriétés
La dureté des grenats (7-7,5) les fait parfois utiliser dans l'industrie comme abrasifs (en particulier les pyropes, plus denses car formés sous de fortes pressions), mais on leur préfère toutefois le corindon plus dur (9).
Les grenats sont également étudiés par les géologues en tant que géothermobaromètres. Ils permettent de déterminer la température et/ou la pression de formation d'une roche. Les géologues utilisent cette propriété pour déterminer si une roche a subi les conditions favorables de pression et de température pour renfermer des diamants ou du pétrole.
L’obtention de grenats synthétiques se fait à 500 °C et sous 500 bars de pression d’eau, celle-ci permettant de diminuer sa température de formation.

### Grenats les plus remarquables

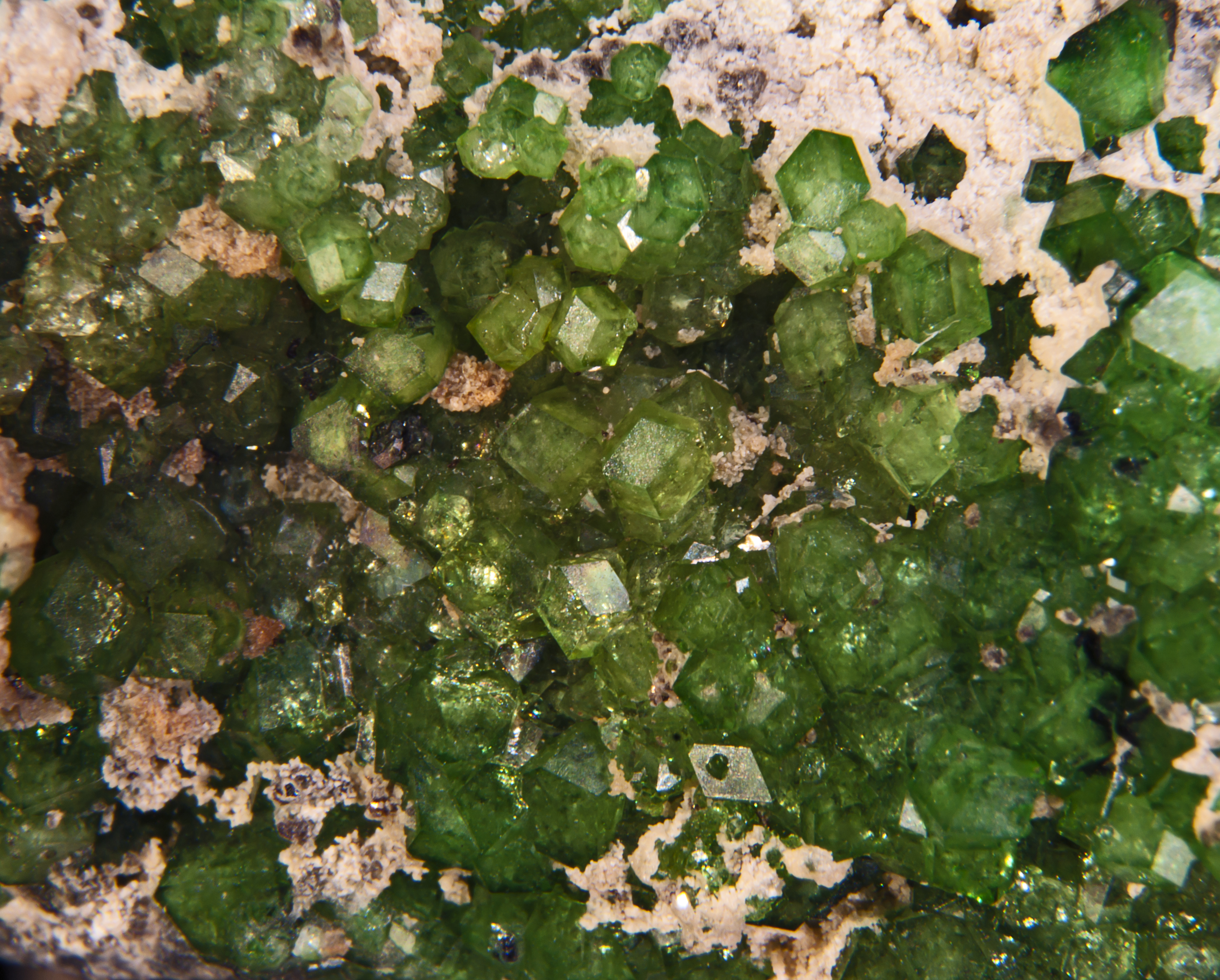
Démantoïde.

Les minéraux de la famille des grenats sont de couleurs très variées :
- pyrope : rouge feu tirant légèrement sur le brun (origine : Bohême, Afrique du Sud, Australie, Madagascar) ;
- rhodolite (variété limineuse de pyrope) : rouge rosé à tendance violette (USA, Madagascar, Ceylan, Brésil, Zambie, Tanzanie) ;
- almandin : rouge brique pouvant aller sur le violet, souvent « chevé » (on le creuse par en dessous afin d'en adoucir la teinte) pour l'éclaircir, possibilité d'astérisme (Ceylan, Inde, Afghanistan, Brésil, Bohême) ;
- spessartine : orange à brun-rouge (dénommé « Fanta color » sur les sites de production) (Ceylan, Brésil, USA, Madagascar) ;
- hessonite (grossulaire) : orange foncé (Ceylan) ;
- tsavorite (grossulaire) : vert intense (Tanzanie) ;
- démantoïde (andradite) : vert prairie à émeraude ; le plus précieux des grenats (Oural et Piémont).

## Grenats synthétiques
La structure cristallographique des grenats a été étendue à partir du prototype pour inclure des composés chimiques de formule générale A3B2(CO4)3. À la place du silicium, de nombreux éléments sont placés sur le site C, incluant le germanium, le gallium, l'aluminium, le vanadium et le fer.
Le grenat d'yttrium et d'aluminium (YAG), de formule Y3Al2(AlO4)3, a été utilisé comme pierre précieuse synthétique. À cause de son indice de réfraction élevé, le YAG a été utilisé comme imitation du diamant dans les années 1970, jusqu'à ce que les méthodes de production de l'imitation plus réaliste, la zircone cubique en quantités commerciales, furent développées. Dopé avec du néodyme (Nd3+), ces grenats YAG peuvent être utilisés comme milieu amplificateur dans les lasers.
Des propriétés magnétiques intéressantes sont obtenues quand les éléments appropriés sont utilisés. Dans le grenat de fer et d'yttrium (YIG), de formule Y3Fe2(FeO4)3, les cinq ions fer(III) occupent deux sites octaédriques et trois sites tétraédriques, les ions yttrium(III) étant coordonnées avec huit ions oxygène dans un cube irrégulier. Les ions fer dans les deux sites de coordination possèdent des spins différents, ce qui donne un comportement magnétique. Le YIG est un matériau ferrimagnétique avec une température de Curie de 550 K.
Un autre exemple est le grenat de gadolinium-gallium, Gd3Ga2(GaO4)3, qui est synthétisé en vue de son utilisation comme substrat pour l'épitaxie en phase liquide de films de grenat magnétique pour les mémoires à bulles et des applications magnéto-optiques.

## Applications

### Joaillerie

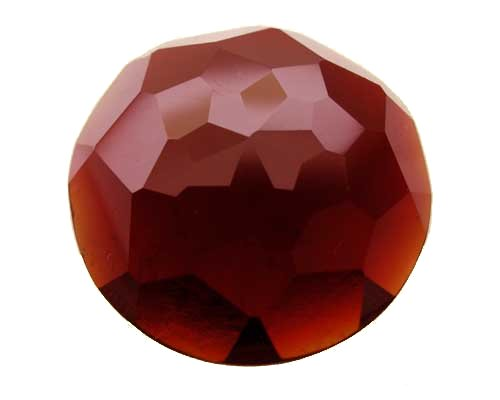
Cristal de grenat taillé.

Les grenats sont utilisés en joaillerie pour réaliser des bijoux divers.
Une industrie joaillière du grenat existe dès le milieu du XIXe siècle en Roussillon, à partir de minéraux dont la provenance est peu probablement locale. Elle est en plein essor à la fin du XIXe siècle, époque ou les bijoux en grenat se chargent d'une valeur symbolique régionaliste, celle d'indiquer la culture et l'origine catalane de celui ou celle qui le porte. Après un engouement dans la première moitié du XXe s., la production décline après guerre et elle est relancée dans les années 1990 par les professionnels. Depuis novembre 2018, les bijoux en « grenat de Perpignan » disposent du label indication géographique.

### Industrie
Les grenats artificiels ont d’autres applications que l’utilisation en joaillerie. Par exemple, les grenats fer-yttrium (YIG) ont des propriétés magnétiques, et sont utilisés comme capteurs, servo-commandes et comme substrat de micro-ondes.
La plupart des grenats artificiels ne sont pas des silicates, mais du YAG (yttrium aluminum garnet) Y33+Al53+O122−, et ils sont dopés pour être fortement fluorescents.
L’oxyde d’yttrium est utilisé en céramiques spéciales pour former in situ de l’yttrogrenat (YAG), par réaction avec l’alumine.
La présence d'yttrium crée, en surface des grains d’alumine, des lacunes qui peuvent migrer au cœur de l’alumine et faciliter son frittage.
Les grenats naturels sont aussi largement employés en tant qu’abrasifs (pyrope). Le grenat almandin est largement utilisé en découpe au jet d'eau abrasif.
Aujourd’hui, la géothermobarométrie, appliquée sur les grenats naturels, permet de définir les conditions de pression et de température sous lesquelles une roche s’est formée, et ainsi de définir la possibilité d’y trouver du pétrole ou du diamant.

### Traditions et croyances
Diverses croyances attribuent aux grenats de grandes vertus :
Selon l’astrologie védique, le grenat hessonite est un talisman qui protège des influences démoniaques du corps céleste nommé Râhu.
Le grenat est également considéré comme une pierre sacrée par de nombreux peuples autochtones d’Amérique.
Selon des croyances populaires, le grenat est supposé protéger des blessures et du poison, arrêter les saignements, symboliser la vérité et la fidélité, et apporter la prospérité.
C'est surtout la pierre semi-précieuse traditionnellement associée par les joailliers au mois de janvier en ce qui concerne les naissances.